# Peter John Rhodes
Peter John Rhodes, bekannt als P. J. Rhodes (* 10. August 1940; † 27. Oktober 2021 in Durham), war ein britischer Althistoriker, der insbesondere zur Geschichte des klassischen Griechenlands forschte.

## Werdegang
Rhodes studierte an der Universität Oxford, wo er 1968 promoviert wurde. Ab 1965 lehrte Rhodes an der University of Durham, zunächst als Lecturer, ab 1983 als Professor. 2005 wurde er emeritiert, blieb der Hochschule aber bis zu seinem Tod verbunden.
Rhodes schrieb zahlreiche grundlegende Werke zur griechischen Geschichte, so etwa zur Boule oder zur Athenaion politeia des Aristoteles, und blieb bis ins hohe Alter wissenschaftlich aktiv.
Ab 1987 war er Mitglied der British Academy. Außerdem war er Mitglied der Königlich Dänischen Akademie der Wissenschaften.

## Veröffentlichungen (Auswahl)
- The Athenian Boule. Oxford University Press, Oxford 1972 (= Dissertation).
- Greek Historical Inscriptions, 359–323 B.C. Association of Classical Teachers, London 1972, ISBN 0-903625-11-3
- A Commentary on the Aristotelian Athenaion Politeia. Oxford University Press, Oxford 1981.
- The Athenian Empire. Oxford University Press, Oxford 1985.
- The Greek City States. A Source Book. 1986.
- mit D. M. Lewis: The Decrees of the Greek States. 1997.
- Ancient Democracy and Modern Ideology. Duckworth, London 2003.
- mit Robin Osborne: Greek Historical Inscriptions, 404–323 BC. 2003.
- A History of the Classical Greek World, 478–323 BC. 2005, 2. Auflage 2010.
- Alcibiades. 2011.